# Kierston Wareing
Kierston Faye Wareing (* 7. Januar 1976 in Leigh-on-Sea, Essex) ist eine englische Schauspielerin. Seit Ende der 2000er-Jahre hat sie in über 50 Film- und Fernsehproduktionen mitgewirkt. Internationale Bekanntheit erlangte sie durch ihre erste Hauptrolle in Ken Loachs Spielfilm It’s a Free World (2007).

## Leben
Kierston Wareing wurde als Faye Kierston Wareing, Tochter einer Betreuerin in einem Altenheim und des Betreibers einer Werbeagentur geboren. Ihre Vornamen ließ sie später offiziell umstellen. Sie wuchs in Leigh-on-Sea mit einem Bruder auf, der für den Vater arbeitet. Wareing besuchte die örtliche St. Bernard’s Convent School in Westcliff, später das Havering College in Essex, das sie mit einem Diplom verließ. Erste Ambitionen den Schauspielberuf zu ergreifen hatte sie im Alter von sieben Jahren durch die amerikanische Schauspielerin Jodie Foster. Nachdem sie privaten Schauspielunterricht genommen hatte, zog sie nach Ende ihrer schulischen Ausbildung nach New York, wo die Engländerin von 1997 bis 2000 Schauspielerei am New Yorker Lee Strasberg Theatre and Film Institute studierte. Während ihres Aufenthaltes in den Vereinigten Staaten trat sie wiederholt in Independentfilmen und Musikvideos auf.
Nach der Rückkehr in ihre Heimat hatte Wareing Schwierigkeiten, einen Schauspielagenten zu finden, der sie unter Vertrag nahm. Ebenso selten blieb es ihr vergönnt, an Rollen in Film- und Fernsehproduktionen oder Werbespots zu gelangen. Über mehr als zwei Rollen pro Jahr kam sie nicht hinaus, darunter eine Statistenrolle in der britischen Serie EastEnders und ein Auftreten in Musikvideos von Oasis und Michelle McManus. Nachdem Wareing ihre Karriere fast zehn Jahre lang erfolglos vorangetrieben hatte, beschloss sie die Schauspielerei aufzugeben. Sie begann eine Ausbildung als Sekretärin, als sie von dem gefeierten britischen Filmregisseur Ken Loach entdeckt wurde. Loach vertraute ihr 2007 die weibliche Hauptrolle in seinem Film It’s a Free World an, der die 30-jährige Londonerin Angie in den Mittelpunkt stellt. Die alleinerziehende Mutter hat die sexuelle Belästigung ihres Chefs nicht toleriert und den Arbeitsplatz verloren. Auf unzählige Jobs und Entlassungen zurückblickend beschließt sie gemeinsam mit einer Freundin, eine Agentur für Arbeitsemigranten aufzuziehen. Das Unternehmen hat Erfolg. Die junge Frau unterdrückt bald ihre Skrupel und beutet die zahlreichen Einwanderer aus Osteuropa genauso aus, wie es die Chefs zuvor mit ihr taten.
It’s a Free World feierte seine Welturaufführung auf den 64. Filmfestspielen von Venedig, wo er im Wettbewerb um den Goldenen Löwen vertreten war. Ihr Kinodebüt brachte Wareing die Anerkennung der Kritiker ein, die sie für Loachs „Hommage an die Energie und den Ehrgeiz einer pragmatischen Überlebenskämpferin“ gemeinsam mit der australischen Oscar-Preisträgerin Cate Blanchett (I’m Not There), der Französin Hafsia Herzi (Couscous mit Fisch) und der Chinesin Tang Wei (Gefahr und Begierde) als Mitfavoritin auf die Coppa Volpi, den Preis für die beste Schauspielerin des Filmfestivals, handelten. Der Darstellerpreis wurde jedoch an Blanchett vergeben. Monate später wurde Wareing bei den British Independent Film Awards mit zwei Nominierungen bedacht. Als Beste Hauptdarstellerin hatte sie aber gegenüber der Oscar-nominierten Judi Dench (Tagebuch eines Skandals), als Beste/r Nachwuchsdarsteller/-in gegenüber Sam Riley (Control) das Nachsehen.
Nach der Zusammenarbeit mit Ken Loach erschien Wareing im selben Jahr in einer Episode der englischen Krimiserie Hautnah – Die Methode Hill und erhielt eine Nebenrolle in Julian Gilbeys Kinoproduktion Rise of the Footsoldier. Ebenfalls im Jahr 2007 wurde die Engländerin gemeinsam mit weiteren Schauspielern von der britischen Filmzeitschrift Screen International zu den Stars of Tomorrow gezählt. Zwei Jahre später erhielt sie für die Nebenrolle einer liederlichen, alleinerziehenden Mutter in Andrea Arnolds Fish Tank erneut eine Nominierung für den British Independent Film Award.
Kierston Wareing, die Marilyn Monroe und Brigitte Bardot zu ihren Vorbildern zählt, lebt in ihrer Geburtsstadt.

## Filmografie (Auswahl)
- 2001, 2014: EastEnders (Fernsehserie, 127 Folgen)
- 2003, 2006: The Bill (Fernsehserie, 2 Folgen)
- 2007: Hautnah – Die Methode Hill (Wire in the Blood, Fernsehserie, 1 Tolge)
- 2007: It’s a Free World (It’s a Free World…)
- 2007: Rise of the Footsoldier
- 2008: Trial & Retribution XVII: Conviction (TV)
- 2008: Leaving (Kurzfilm)
- 2009: Il caso dell’infedele Klara
- 2009: Fish Tank
- 2009: The Take – Zwei Jahrzehnte in der Mafia (The Take, Miniserie)
- 2010: Five Daughters (Fernsehserie, drei Folgen)
- 2010: Basement
- 2010: Bonded by Blood
- 2011: The Runaway (Fernsehserie, sechs Folgen)
- 2011: The Shadow Line (Fernsehserie, sieben Folgen)
- 2011: Luther (Fernsehserie, vier Folgen)
- 2011: The Holding
- 2011: Four
- 2011: Top Boy (Fernsehserie, vier Folgen)
- 2011: Scott & Bailey (Fernsehserie, eine Folge)
- 2012: Inside Men (Fernsehserie, vier Folgen)
- 2012: Last Hitman – 24 Stunden in der Hölle (The Liability)
- 2012–2014: EastEnders (Fernsehserie, 127 Folgen)
- 2013: Die Bibel (The Bible, Miniserie, eine Folge)
- 2013: The Fall of the Essex Boys
- 2016: Do Not Disturb (TV)
- 2016: The Habit of Beauty
- 2016: 100 Streets
- 2017: Cardboard Gangsters
- 2018: The End of the F***ing World (Fernsehserie, zwei Folgen)
- 2018–2022: Strike (Fernsehserie, drei Folgen)
- 2018: Trust (Fernsehserie, zwei Folgen)
- 2018: We the Kings
- 2018: I Love My Mum
- 2019: Avengement – Blutiger Freigang (Avengement)
- 2022: Florian (Kurzfilm)
- 2023: Grey Matter
- 2023: Punch
- 2025: Peter Pan’s Neverland Nightmare

## Auszeichnungen
- 2007: Nominierungen für den British Independent Film Award für It’s a Free World (Beste Hauptdarstellerin, Bester Nachwuchsdarsteller/-in)
- 2008: Nominierung für den British Academy Television Award für It’s a Free World (Beste Darstellerin)
- 2008: Nominierung für den Evening Standard British Film Award für It’s a Free World (Beste Nachwuchsdarstellerin)
- 2009: Nominierung für den British Independent Film Award für Fish Tank (Beste Nebendarstellerin)
- 2009: Darstellerpreis des Brest Festival Européen du Film Court für Leaving (gemeinsam mit Johnny Harris)
- 2010: Nominierung für den London Critics Circle Film Award für Fish Tank (Beste Nebendarstellerin)
- 2011: Nominierung für den Chlotrudis Award für Fish Tank (Beste Nebendarstellerin)